# Piętnówki
Piętnówki (Hadeninae) – podrodzina motyli w obrębie rodziny sówkowatych (Noctuidae). Jest bardzo liczna: wyróżnia się kilka tysięcy gatunków i 382 rodzaje. Do piętnówek należy wiele szkodników upraw, z czego w Polsce szczególnie szkodliwe są gatunki z rodzaju Mamestra (m.in. piętnówka kapustnica, piętnówka brukiewka).

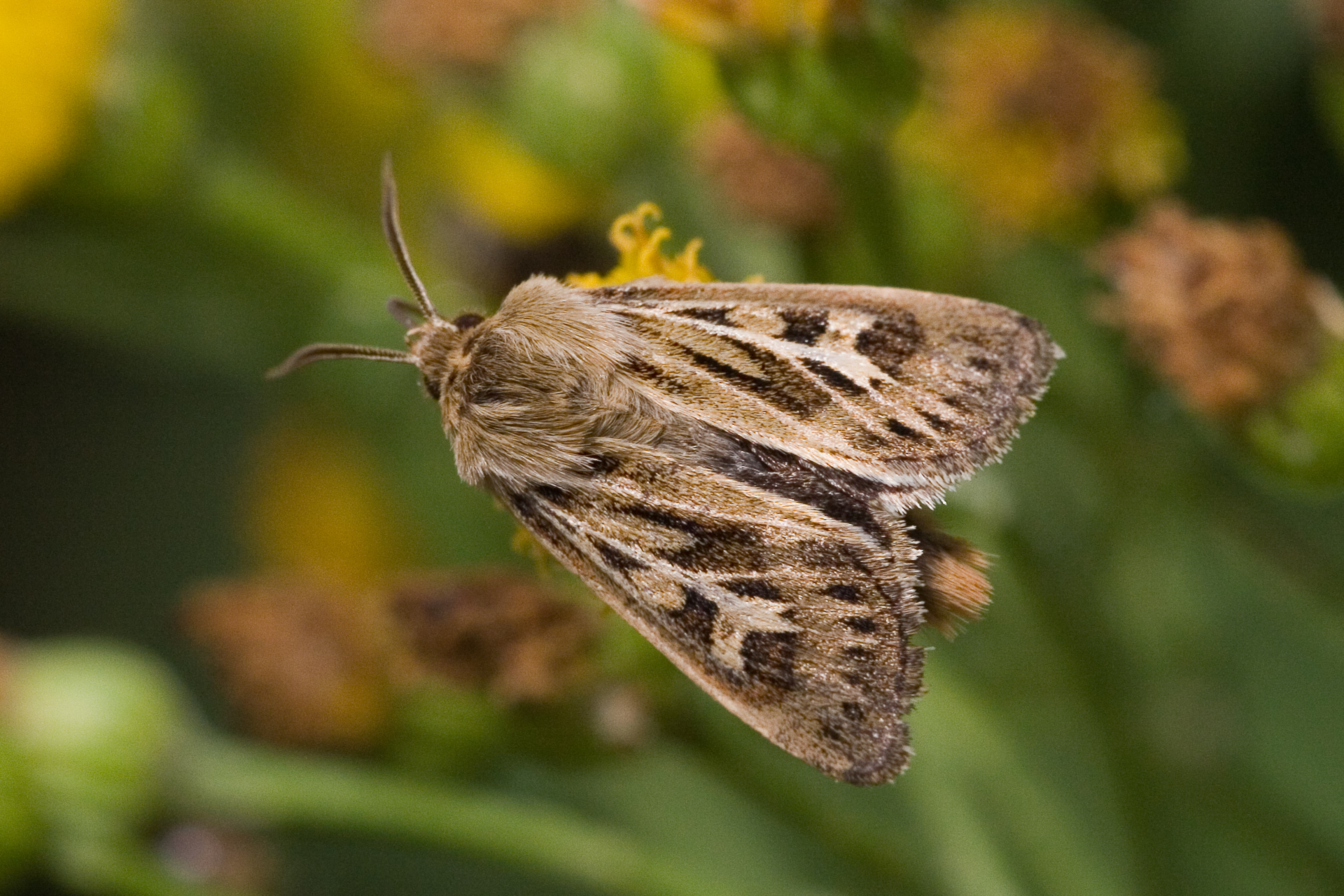
Cerapteryx graminis

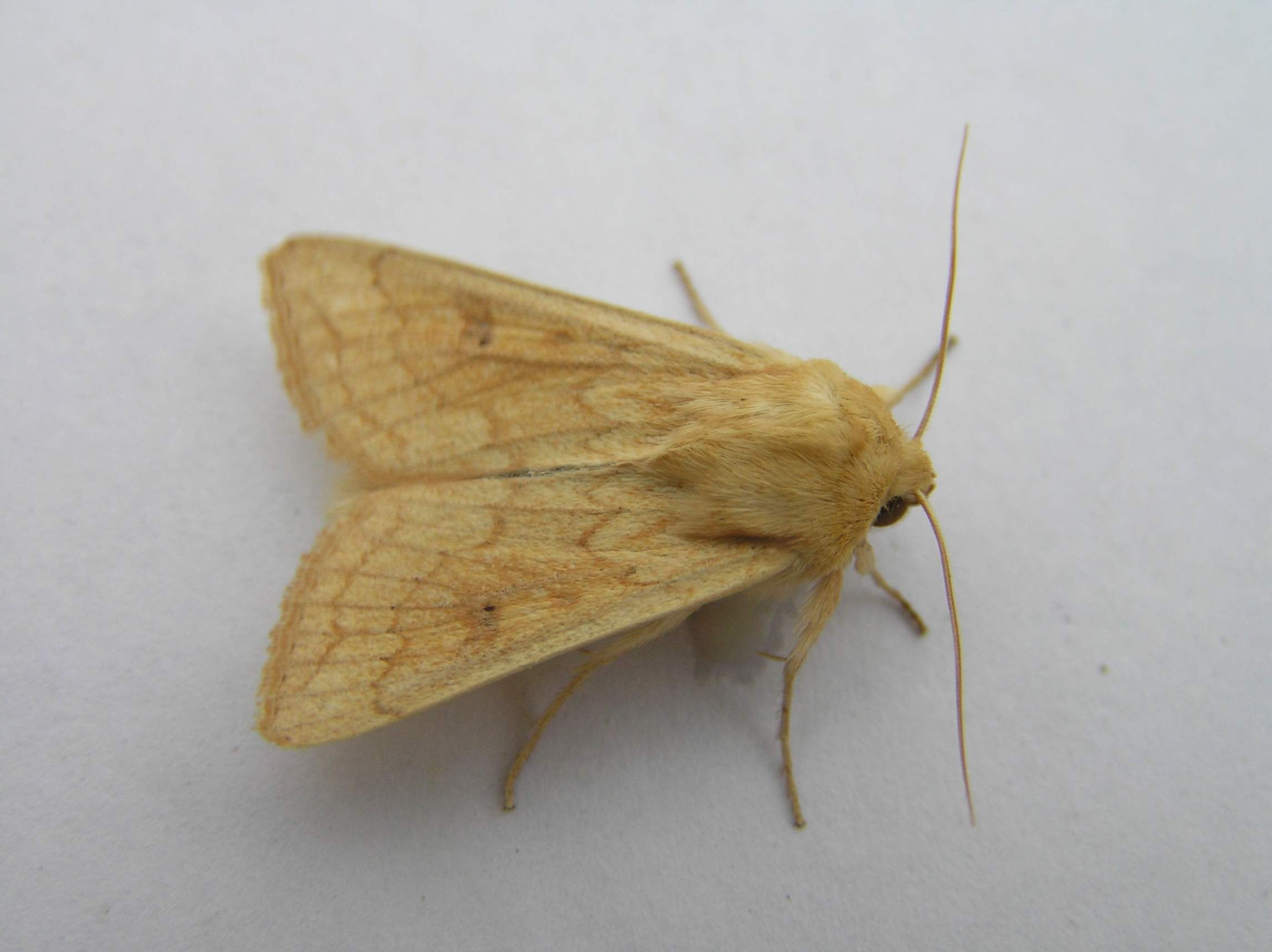
Mythimna vitellina

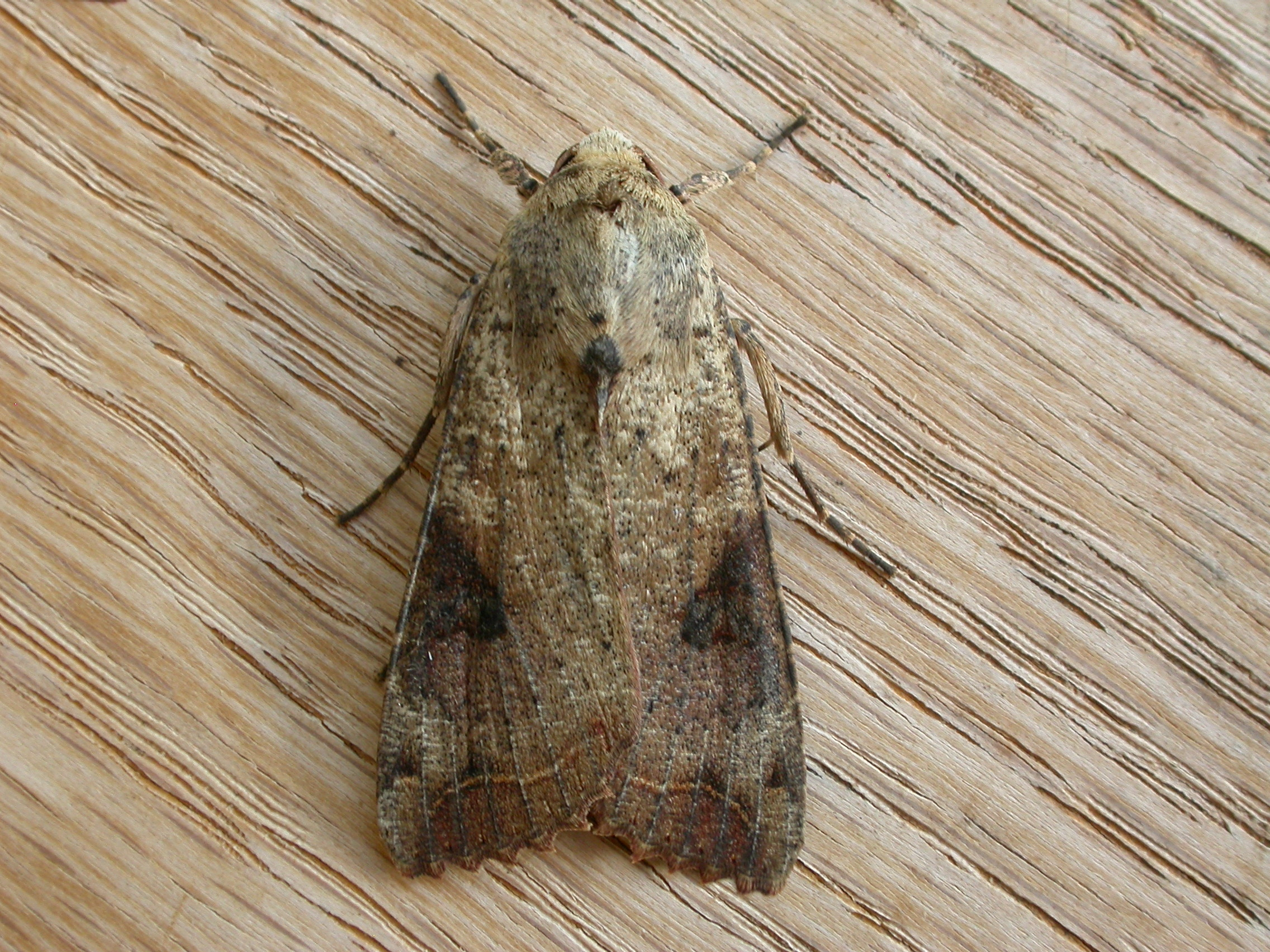
Tiracola plagiata

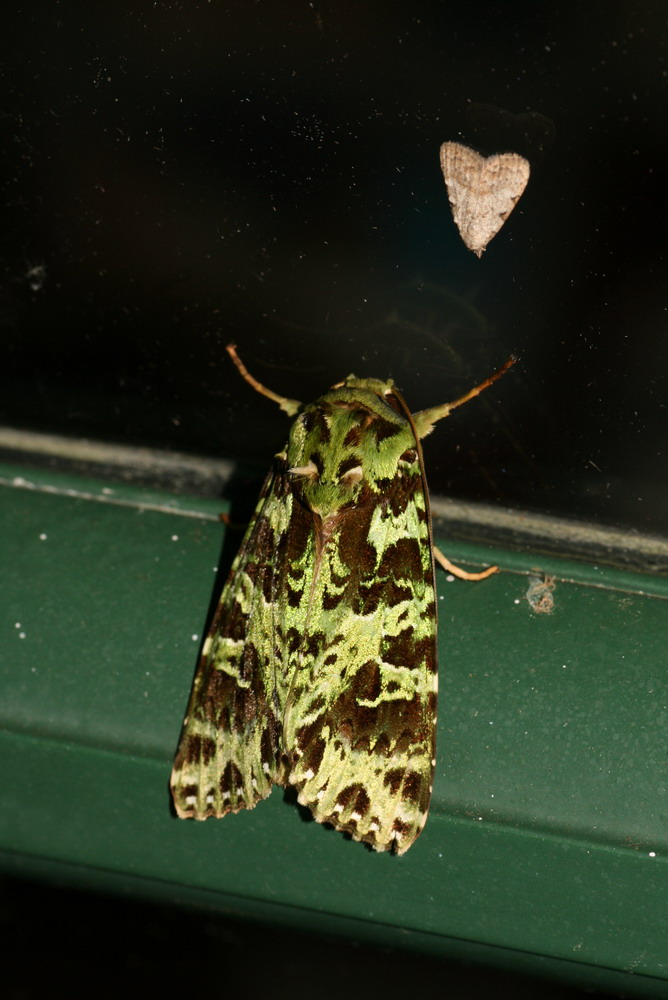
Checupa stegeri

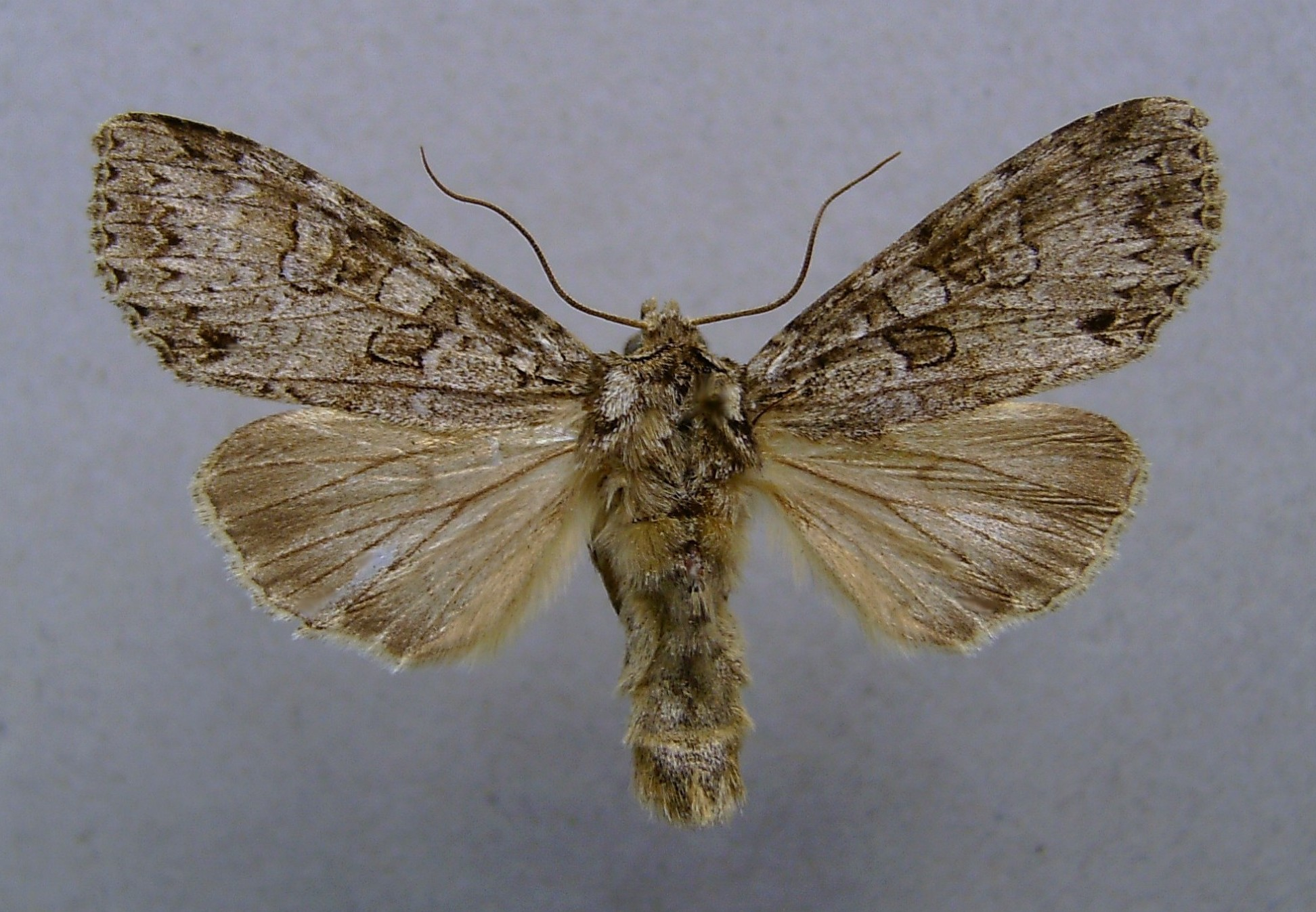
Polia nebulosa

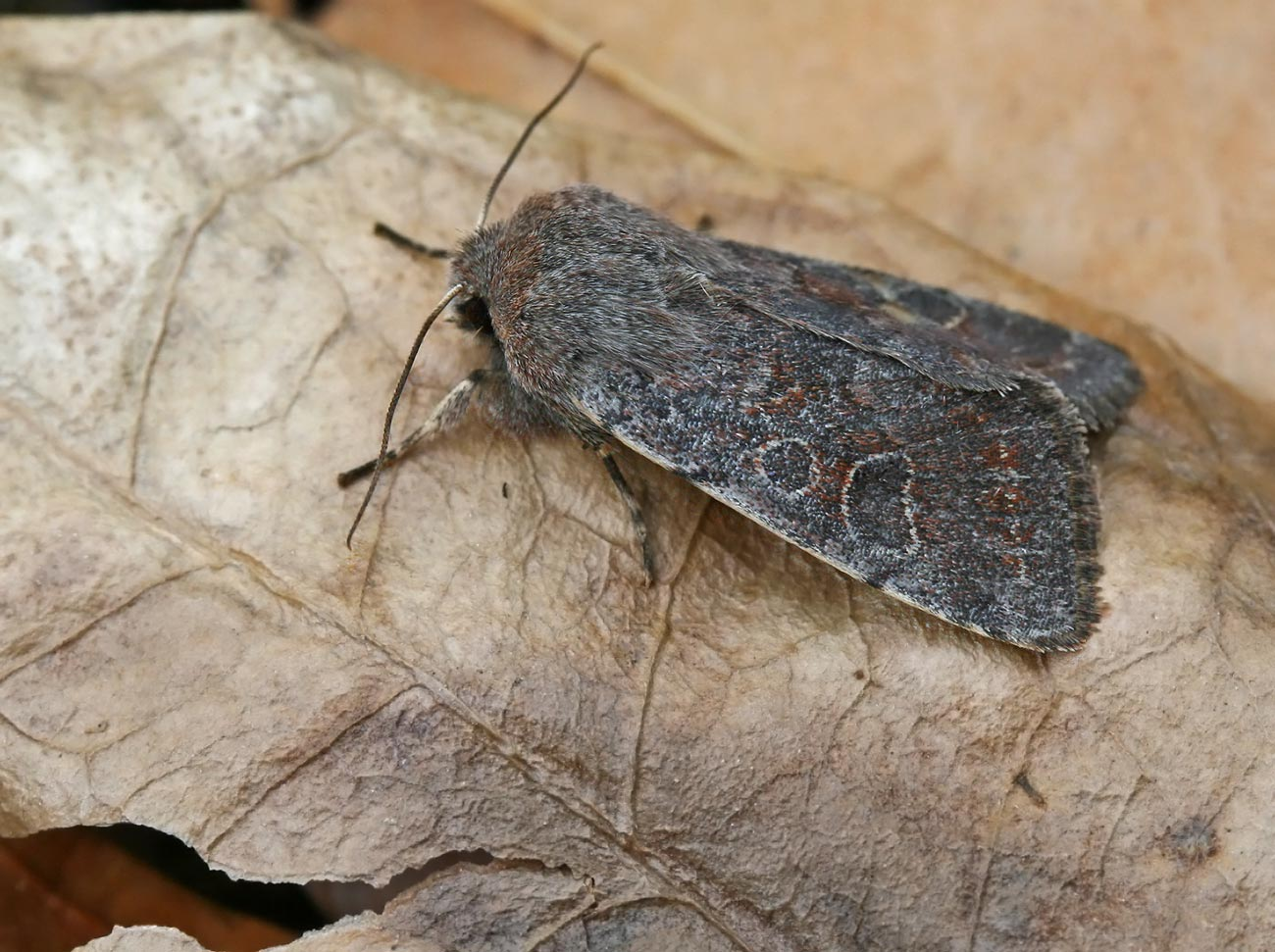
Orthosia populeti

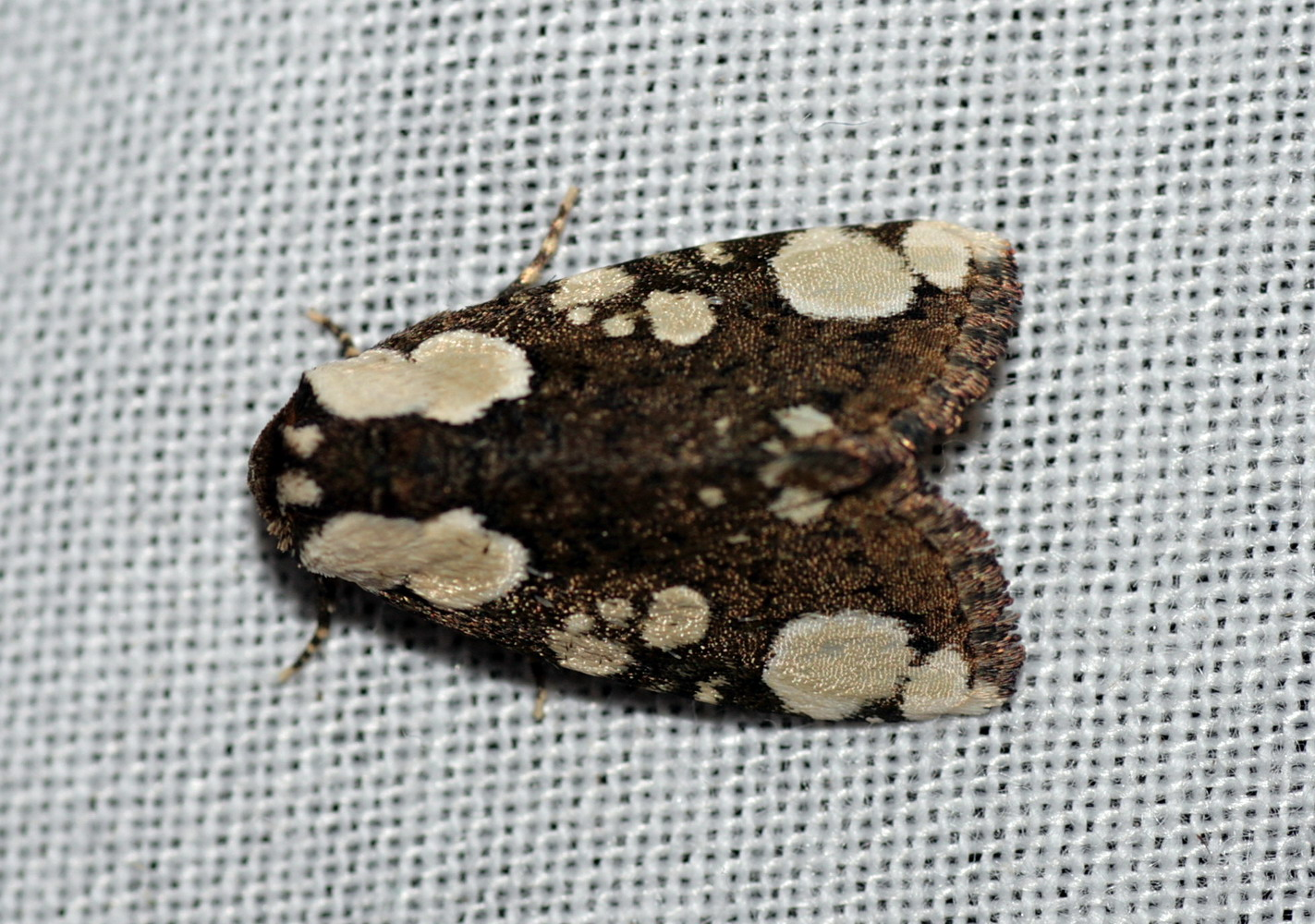
Mudaria minoroides

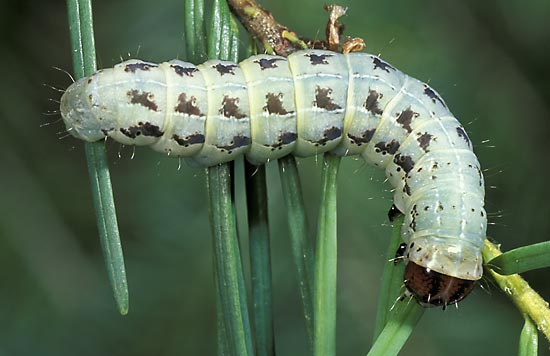
Gąsienica Egira hiemalis

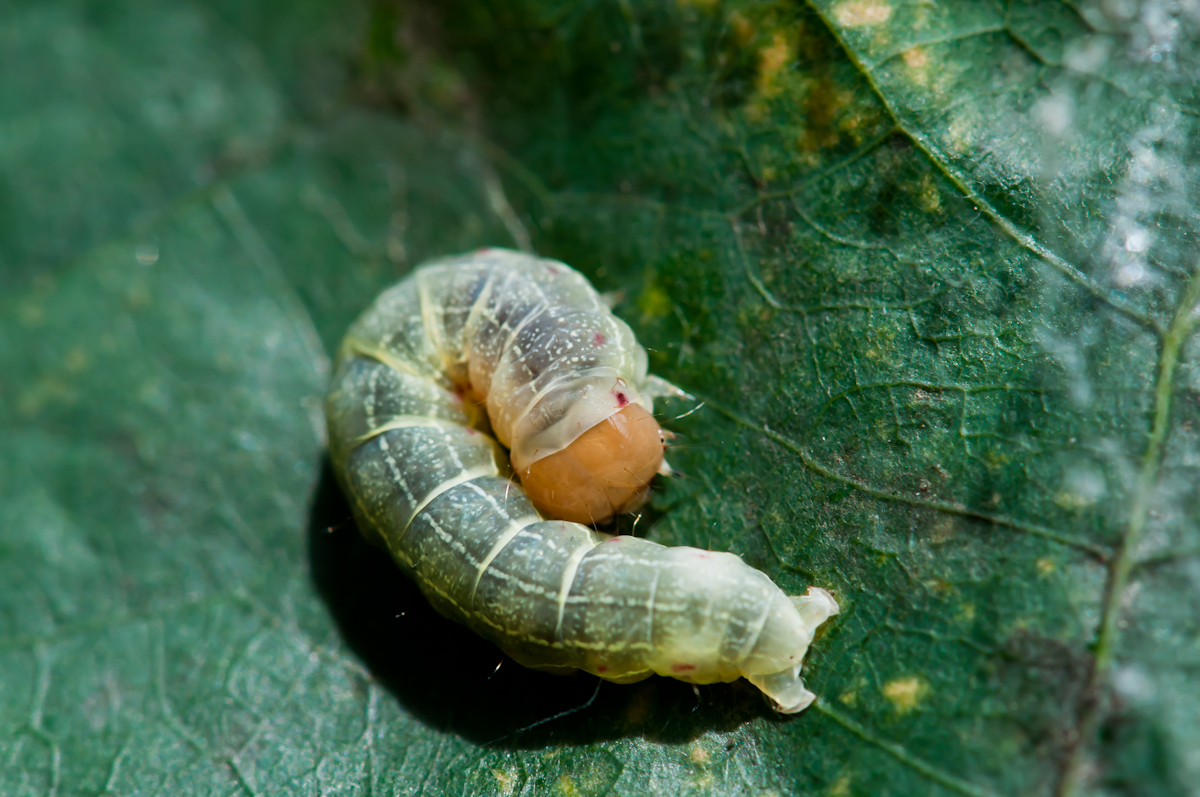
Gąsienica Morrisonia confusa

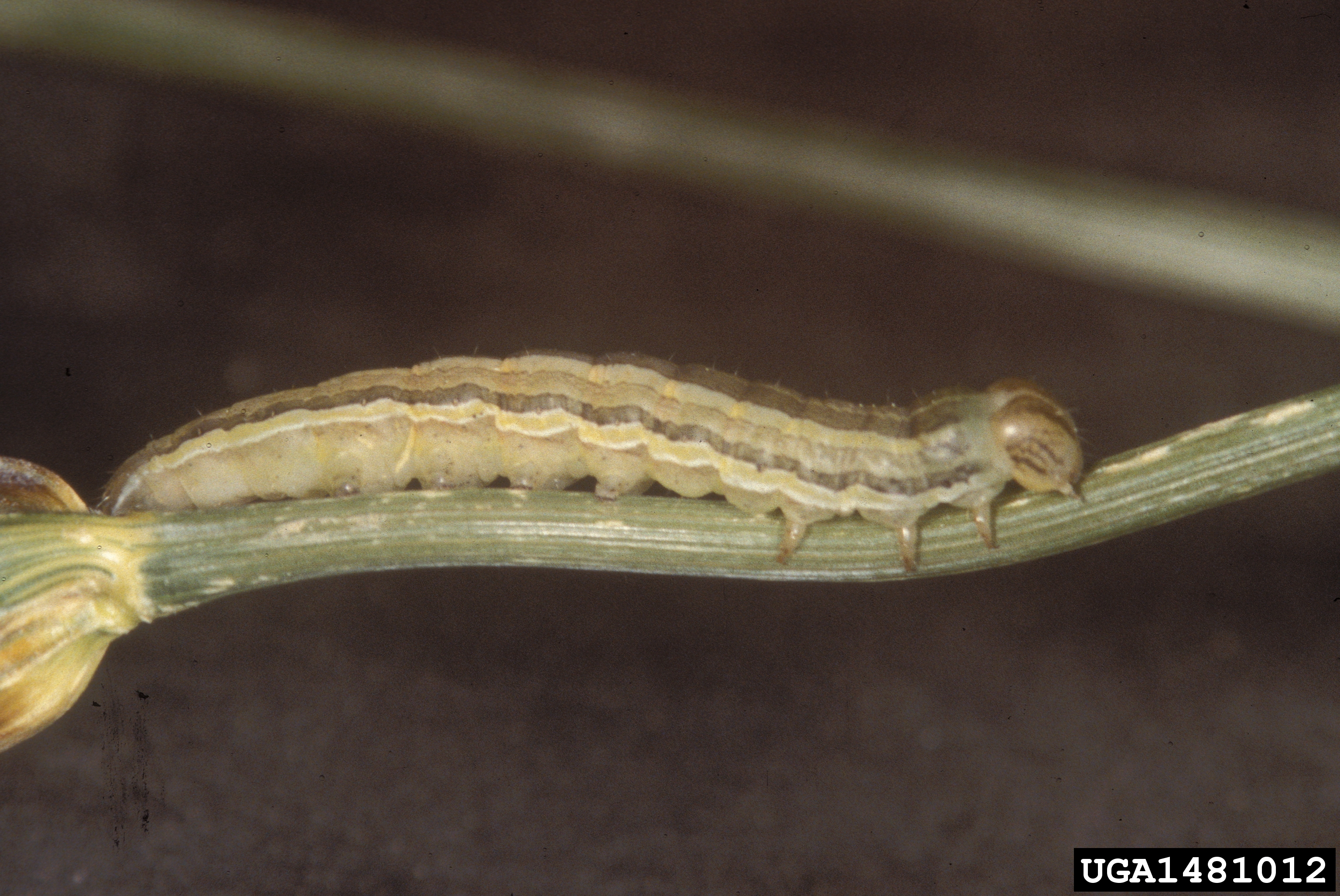
Gąsienica Faronta diffusa

## Rodzaje
| - Acerra (Grote, 1874) - Achatia (Hübner, 1813) - Achatodes (Guénée, 1852) - Acherdoa (Walker, 1865) - Achytonix (McDunnough, 1937) - Acopa (Harvey, 1875) - Acosmetia (Stephens, 1829) - Acrapex (Hampson, 1894) - Actinotia (Hübner, 1821) - Admetovis (Grote, 1873) - Aeologramma (Strand, 1910) - Afotella (Barnes et Benjamin, 1926) - Agrochola (Hübner, 1821) - Agrotisia (Hampson, 1908) - Allophyes (Tams, 1942) - Ammoconia (Lederer, 1857) - Ammopolia (Boursin, 1955) - Amolita (Grote, 1874) - Amphipoea (Billberg, 1820) - Analetia (Calora, 1966) - Anapoma (Berio, 1980) - Anarta (Ochsenheimer, 1816) - Anathix (Franclemont, 1937) - Andropolia (Grote, 1895) - Anhimella (McDunnough, 1943) - Annaphila (Grote, 1873) - Anorthoa (Berio, 1980) - Anorthodes (Smith, 1891) - Anthracia (Hübner, 1823) - Antitype (Hübner, 1821) - Anycteola (Barnes et Benjamin, 1929) - Apamea (Ochsenheimer, 1816) - Apaustis (Hübner, 1823) - Aporophyla (Guénée, 1841) - Apospasta (Fletcher, 1959) - Archanara (Walker, 1866) - Arenostola (Hampson, 1910) - Argyrospila (Herrich-Schäffer, 1851) - Aseptis (McDunnough, 1937) - Atethmia (Hübner, 1821) - Athetis (Hübner, 1821) - Atypha (Hübner, 1821) - Auchmis (Hübner, 1821) - Axenus (Grote, 1873) - Balsa (Walker, 1860) - Barybela (Turner, 1944) - Bathytricha (Turner, 1920) - Bellura (Walker, 1865) - Benjaminiola (Strand, 1928) - Blepharita (Hampson, 1907) - Borbotana (Walker, 1858) - Bornolis (Holloway, 1989) - Brachylomia (Hampson, 1906) - Brachyxanthia (Butler, 1878) - Bryolymnia (Hampson, 1910) - Busseola (Thurau, 1904) - Calamia (Hübner, 1821) - Callixena (Saalmüller, 1891) - Callopistria (Hübner, 1821) - Calophasidia (Hampson, 1908) - Caradrina (Ochsenheimer, 1816) - Cardepia (Hampson, 1905) - Carelis (Bowden, 1956) - Catasema (Staudinger, 1888) - Celaena (Stephens, 1829) - Cephalospargeta (Möschler, 1890) - Ceramica (Guénée, 1852) - Cerapteryx (Curtis, 1833) - Chaetaglaea (Franclemont, 1943) - Charanyca (Billberg, 1820) - Checupa (Moore, 1867) - Chilodes (Herrich-Shäffer, 1849) - Chloantha (Boisduval, Rambur et Graslin, 1836) - Chortodes (Tutt, 1897) - Chytonix (Grote, 1874) - Cleoceris (Boisduval, 1836) - Clethrorasa (Hampson, 1908) - Cobalos (Smith, 1899) - Coenobia (Stephens, 1850) - Conicofrontia (Hampson, 1902) - Conisania (Hampson, 1905) - Conistra (Hübner, 1821) - Conservula (Grote, 1874) - Coranarta (Beck, 1991) - Corythurus (Hampson, 1893) - Cosmia (Ochsenheimer, 1816) - Cosmodes (Guénée, 1852) - Crambodes (Guénée, 1852) - Crocigrapha (Grote, 1875) - Cropia (Walker, 1858) - Crypsedra (Warren, 1911) - Dargida (Walker, 1856) - Dasygaster (Guénée, 1852) - Dasypolia (Guénée, 1852) - Data (Walker, 1862) - Dichonia (Hübner, 1821) - Dictyestra (Sugi, 1982) - Dicycla (Guénée, 1852) - Dioszeghyana (Hreblay, 1993) - Diplonephra (Turner, 1920) - Dipterygina (Sugi, 1954) - Draudtia (Barnes et Benjamin, 1926) - Dryobota (Lederer, 1857) - Dryobotodes (Warren, 1910) - Dryotype (Hampson, 1906) - Dypterygia (Stephens, 1829) - Dyrzela (Walker, 1858) - Eccleta (Turner, 1902) - Egira (Duponchel, 1845) - Elaphria (Hübner, 1818) - Elusa (Walker, 1859) - Emarginea (Guénée, 1852) - Emariannia (Benjamin, 1933) - Enargia (Hübner, 1821) - Engelhardtia (Barnes et Benjamin, 1923) - Enterpia (Guénée, 1850) - Epidemas (Smith, 1894) - Epiglaea (Grote, 1878) - Epipsammia (Staudinger, 1879) - Episema (Ochsenheimer, 1816) - Eremaula (Turner, 1942) - Eremobastis (Perez-Lopez et Morente-Benitez, 1996) - Eremobia (Stephens, 1829) - Eremobina (McDunnough, 1937) - Eremochroa (Meyrick, 1897) - Eremodrina (Boursin, 1937) - Eremohadena (Ronkay, Varga et Fabian, 1995) - Eremopola (Warren, 1911) - Eriopyga (Guénée in Boisduval et Guénée, 1852) - Escaria (Grote, 1882) - Eucarta (Lederer, 1857) - Eucirroedia (Grote, 1875) - Eulepa (Walker, 1863) - Euplexia (Stephens, 1829) - Euplexidia (Hampson, 1896) - Eupsilia (Hübner, 1821) - Euros (H. Edwards, 1881) - Evanina (Boursin, 1963) - Eviridemas (Barnes et Benjamin, 1929) - Evisa (Reisser, 1930) - Fagitana (Walker, 1865) - Faronta (Smith, 1908) - Feliniopsis (Roepke, 1938) - Fishia (Grote, 1877) - Fota (Grote, 1882) - Fotella (Grote, 1882) - Galgula (Guénée, 1852) - Gerarctia (Hampson, 1905) - Gloanna (Nye, 1975) - Gonodes (Druce, 1908) - Gortyna (Ochsenheimer, 1816) - Graphantha (Ronkay, Varga et Fabian, 1995) - Hada (Billberg, 1820) - Hadena (Schrank, 1802) - Hadenella (Grote, 1883) - Hadjina (Staudinger, 1892) - Hadula (Staudinger, 1889) - Haemerosia (Boisduval, 1840) - Harutaeographa (Yoshimoto, 1993) - Hecatera (Guénée, 1852) - Helotropha (Lederer, 1857) - Hemibryomima (Barnes et Benjamin, 1927) - Hemiglaea (Sugi, 1980) - Heminocloa (Barnes et Benjamin, 1924) - Hemioslaria (Barnes et Benjamin, 1924) - Heterophysa (Boursin, 1953) - Hexorthodes (McDunnough, 1943) - Hillia (Grote, 1883) - Himella (Grote, 1874) - Homoanarta (Barnes et Benjamin, 1923) - Homorthodes (McDunnough, 1943) - Hooglaea (Morrison, 1876) - Hoplodrina (Boursin, 1937) - Hyalobole (Warren, 1913) - Hydraecia (Guénée, 1841) - Hydroeciodes (Hampson, 1905) - Hyperepia (Barnes et Lindsey, 1922) - Hypobarathra (Hampson, 1905) - Hypocoena (Hampson, 1908) - Hypoperigea (Hampson, 1908) - Hyppa (Duponchel, 1845) - Hyssia (Guénée, 1845) - Iambia (Walker, 1863) - Iodopepla (Franclemont, 1964) - Ipimorpha (Hübner, 1821) - Janthinea (Guénée, 1852) - Jodia (Hübner, 1818) - Karana (Moore, 1882) - Kisegira (Hreblay et Ronkay, 1999) - Lacanobia (Billberg, 1820) - Lacinipolia (McDunnough, 1937) | - Lasionycta (Aurivillius, 1892) - Lemmeria (Barnes et Benjamin, 1926) - Leucania (Ochsenheimer, 1816) - Leucochlaena (Hampson, 1906) - Lignispalta (Holloway, 1989) - Litholomia (Grote, 1875) - Lithomoia (Hübner, 1821) - Lithophane (Hübner, 1821) - Lithopolia (Yoshimoto, 1993) - Lomilysis (Franclemont, 1937) - Lophocalama (Hampson, 1908) - Lophoceramica (Dyar, 1908) - Luperina (Boisduval, 1829) - Macronoctua (Grote, 1874) - Magusa (Walker, 1857) - Mamestra (Ochsenheimer, 1816) - Mammifrontia (Barnes et Lindsey, 1922) - Manga (Bowden, 1956) - Maraschia (Osthelder, 1933) - Marilopteryx (Blanchard et Franclemont, 1982) - Meganephria (Hübner, 1820) - Melanchra (Hübner, 1820) - Meropleon (Dyar, 1924) - Mervia (Daricheva, 1961) - Mesapamea (Heinicke, 1959) - Mesogona (Boisduval, 1840) - Mesoligia (Boursin, 1965) - Mesorhynchaglaea (Sugi, 1980) - Mesotrosta (Lederer, 1857) - Metaxaglaea (Franclemont, 1937) - Methorasa (Moore, 1881) - Metopiora (Meyrick, 1902) - Metopodicha (Draudt, 1936) - Micrathetis (Hampson, 1908) - Mimobarathra (Barnes et McDunnough, 1915) - Minofala (Smith, 1905) - Miodera (Smith, 1908) - Miracavira (Franclemont, 1937) - Mniotype (Franclemont, 1941) - Mormo (Ochsenheimer, 1816) - Morrisonia (Grote, 1874) - Mudaria (Moore, 1893) - Musothyma (Meyrick, 1897) - Mythimna (Ochsenheimer, 1816) - Nacopa (Barnes et Benjamin, 1924) - Narthecophora (Smith, 1900) - Nedra (Clarke, 1940) - Neleucania (Smith, 1902) - Neophaenis (Hampson, 1908) - Nephelodes (Guénée, 1852) - Neumoegenia (Grote, 1882) - Nonagria (Ochsenheimer, 1816) - Nyctycia (Hampson, 1906) - Ogdoconta (Butler, 1891) - Oligia (Hübner, 1821) - Ommatostola (Grote, 1873) - Omphaloscelis (Hampson, 1906) - Orbona (Hübner, 1821) - Oria (Hübner, 1821) - Orthodes (Guénée in Boisduval et Guénée, 1852) - Orthosia (Ochsenheimer, 1816) - Owadaglaea (Hacker et Ronkay, 1997) - Oxytripia (Staudinger, 1871) - Pachetra (Guénée, 1841) - Pachypolia (Grote, 1874) - Pachythrix (Turner, 1942) - Panolis (Hübner, 1821) - Pansemna (Turner, 1920) - Papaipema (Smith, 1899) - Papestra (Sukhareva, 1973) - Paradiopa (Prout, 1928) - Paradrina (Boursin, 1937) - Paranataelia (Draudt, 1935) - Parapamea (Bird, 1927) - Parastichtis (Hübner, 1821) - Paratrachea (Hampson, 1908) - Paromphale (Hampson, 1908) - Peraniana (Strand, 1942) - Perigonica (Smith, 1890) - Perigrapha (Lederer, 1857) - Persectania (Hampson, 1905) - Phidrimane (Kononenko, 1989) - Phlogophora (Treitschke, 1825) - Phoebophilus (Staudinger, 1888) - Phosphila (Hübner, 1818) - Photedes (Lederer, 1857) - Phragmatiphila (Hampson, 1908) - Phuphena (Walker, 1858) - Platyperigea (Smith, 1894) - Platypolia (Grote, 1895) - Platyprosopa (Warren, 1913) - Podagra (Smith, 1902) - Poecopa (Bowden, 1956) - Poeonoma (Tams et Bowden, 1953) - Polia (Ochsenheimer, 1816) - Polymixis (Hübner, 1820) - Polyphaenis (Boisduval, 1840) - Polytela (Guénée, 1852) - Prochloridea (Barnes et McDunnough, 1911) - Prometopus (Guénée, 1852) - Properigea (Barnes et Benjamin, 1926) - Prospalta (Walker, 1858) - Prothrinax (Hampson, 1908) - Protoperigea (McDunnough, 1937) - Protorthodes (McDunnough, 1943) - Proxenus (Herrich-Schäffer, 1850) - Psectraglaea (Hampson, 1906) - Pseudanarta (Grote, 1878) - Pseudanthoecia (Smith, 1883) - Pseudenargia (Boursin, 1956) - Pseudobryomima (Barnes et Benjamin, 1927) - Pseudoedaleosia (Strand, 1924) - Pseudoglaea (Grote, 1876) - Pseudohadena (Alpheraky, 1889) - Pseudorthodes (Morrison, 1874) - Pseudoxestia (Boursin, 1953) - Pyreferra (Franclemont, 1927) - Pyrois (Hübner, 1820) - Rhizagrotis (Smith, 1890) - Rhizedra (Warren, 1911) - Rhynchaglaea (Hampson, 1906) - Rileyiana (Moucha et Chávala, 1963) - Rusina (Stephens, 1829) - Saragossa (Staudinger, 1900) - Sasunaga (Moore, 1881) - Sciomesa (Tams et Bowden, 1953) - Scotochrosta (Lederer, 1857) - Scotogramma (H. Edwards, 1887) - Scythocentropus (Speiser, 1902) - Sedina (Urbahn, 1933) - Selicanis (Smith, 1900) - Senta (Stephens, 1834) - Sericaglaea (Franclemont, 1941) - Sesamia (Guénée in Boisduval et Guénée, 1852) - Sidemia (Staudinger, 1892) - Sideridis (Hübner, 1821) - Sparkia (Nye, 1975) - Spartiniphaga (McDunnough, 1937) - Speia (Tams et Bowden, 1953) - Speocropia (Hampson, 1908) - Spodoptera (Guénée, 1852) - Spudaea (Snellen, 1867) - Staurophora (Reichenbach, 1817) - Stenopterygia (Hampson, 1908) - Stibaera (Walker, 1857) - Stretchia (H. Edwards, 1874) - Sutyna (Todd, 1958) - Synorthodes (Franclemont, 1976) - Syntheta (Turner, 1902) - Teratoglaea (Sugi, 1958) - Thalpophila (Hübner, 1820) - Thegalea (Turner, 1920) - Tholera (Hübner, 1821) - Thurberiphaga (Dyar, 1920) - Tiliacea (Tutt, 1896) - Tiracola (Moore, 1881) - Trachea (Ochsenheimer, 1816) - Tracheoides (Prout, 1926) - Trichagrotis (McDunnough, 1929) - Trichocerapoda (Benjamin, 1932) - Trichoclea (Grote, 1883) - Trichocosmia (Grote, 1883) - Trichofeltia (McDunnough, 1929) - Tricholita (Grote, 1875) - Trichopolia (Grote, 1883) - Trichordestra (McCabe, 1980) - Trichorthosia (Grote, 1883) - Tridentifrons (Warren, 1912) - Tridepia (McDunnough, 1937) - Trigonophora (Hübner, 1821) - Tringilburra (Lucas, 1901) - Trudestra (McDunnough, 1937) - Turanica (Boursin, 1963) - Ulochlaena (Lederer, 1857) - Ulolonche (Smith, 1888) - Ursogastra (Smith, 1906) - Valeria (Stephens, 1829) - Vietteania (Rungs, 1955) - Walterella (Dyar, 1921) - Xanthia (Ochsenheimer, 1816) - Xenotrachea (Sugi, 1958) - Xylena (Ochsenheimer, 1816) - Xylomoia (Staudinger, 1892) - Xylopolia (Sugi, 1982) - Xylostola (Hampson, 1908) - Xylotype (Hampson, 1906) - Xystopeplus (Franclemont, 1937) - Yepcalphis (Nye, 1975) - Yula (Bethune-Baker, 1906) - Zosteropoda (Grote, 1874) - Zotheca (Grote, 1874) |